# Kedungpengaron
Kedungpengaron is een bestuurslaag in het regentschap Lamongan van de provincie Oost-Java, Indonesië. Kedungpengaron telt 2605 inwoners (volkstelling 2010).